# Magón Barca
Magón también escrito Magon o de forma corta Mago. (243 a. C.-203 a. C.), fue un general de la familia Bárcida. Era el más joven de los tres hijos de Amílcar Barca, hermano de Aníbal y Asdrúbal. Desempeñó un importante papel en la segunda guerra púnica, capitaneando las fuerzas de Cartago contra la República romana en Iberia, la Galia Cisalpina e Italia.
Poco se sabe sobre sus primeros años, salvo que, a diferencia de sus hermanos mayores, no se le menciona durante la emboscada en la que su padre fue asesinado.

## En la península itálica
Aníbal le incluyó entre los funcionarios cartagineses que le acompañaron a Italia. Además también le acompañaban Maharbal, Hannón el Viejo, Muttinus, Carthalo y otro Asdrúbal.
Magón luchó al lado de Aníbal en la invasión de Italia, y desempeñó un papel clave en muchas batallas. En la batalla del Trebia comandó el destacamento que emboscó a los romanos. Después de la batalla, Magón comandó la retaguardia de la columna cartaginesa, ya que en el Lacio marcharon hacia el sur a través de los pantanos de Aino. En la batalla de Cannas, Magón y Aníbal tomaron posiciones con la infantería gala en el centro, en los grupos más vulnerables y en la posición fundamental de la formación.
Después de la victoria de Cannas, Aníbal envió a Magón con un destacamento a Brucio (sur de Italia). Mientras avanzaban, Magón subyugó varias ciudades y atrajo otras al bando cartaginés. Desde Bruttium, Magón embarcó hacia Cartago, dejando a Hannón el Viejo al mando de la guarnición cartaginesa. Magón presentó los anillos de oro de los équites romanos caídos en Cannas al Senado cartaginés para pedir refuerzos para Aníbal al final de su discurso. Esto incitó a los partidarios del partido bárcida en el Senado a la burla a sus oponentes, que se oponían amargamente a cualquier ayuda a Aníbal. En respuesta, Hannón el Grande, líder de la oposición de los Bárcidas, hizo varias preguntas a Magón, que relucieron más que la presentación de este. Sin embargo, los miembros del Senado se impresionaron lo suficiente para votar la concentración de un ejército, compuesto por 12 000 hombres de infantería, 1500 de caballería y 20 elefantes como refuerzos para Aníbal. Pero cuando la noticia de la desastrosa batalla de Dertosa llegó a Cartago, Magón y su ejército fueron enviados a Iberia, como refuerzos para Asdrúbal Barca en el lugar. Pero el Senado cartaginés no ignoró totalmente el frente de Italia, y una fuerza de 4000 jinetes númidas y 40 elefantes se enviaron a Locros, en Brucio, escoltados por la flota púnica de Bomílcar. Este fue el único refuerzo que recibió Aníbal de su gobierno.

## Campañas ibéricas
Aunque nominalmente Asdrúbal Barca mandaba todas las fuerzas cartaginesas en Iberia, Magón recibió un mando independiente, una división que tuvo graves consecuencias más tarde. Los dos hermanos Barca, con la ayuda de Asdrúbal Giscón, combatieron a los romanos, bajo el mando de los hermanos Escipión durante 215-212 a. C. En una emboscada contra la caballería de Publio Cornelio Escipión, Magón mató a 2000 romanos cerca de Akra Leuké en el 214 a. C., y también ayudó en el mantenimiento de la lealtad a Cartago de las tribus ibéricas. En general, los cartagineses lograron mantener el equilibrio de poder en Iberia a pesar de los esfuerzos de los Escipiones, pero no pudieron enviar ninguna ayuda a Aníbal. La situación era bastante favorable, por lo que Asdrúbal Barca pasó a África con un ejército para aplastar la rebelión de Sifax, el rey de las tribus númidas en 212 a. C., sin que los Escipiones causaran problemas en Iberia. Magón y Asdrúbal Giscón guarecían las posesiones cartaginesas en Iberia sin dificultad, a pesar de que los Escipiones eran más numerosos durante la ausencia de Asdrúbal.
Los hermanos Escipión lanzaron una gran ofensiva en el 211 a. C. Los ejércitos cartagineses se separaron con Asdrúbal Giscón cerca de Gadir con 10 000 soldados, y Magón cerca de Cástulo con otros 10 000, y Asdrúbal Barca con 15 000 soldados cerca de Amtorgis. Los Escipiones planearon hacer frente a los cartagineses y simultáneamente destruir sus ejércitos.
La coordinación de los tres ejércitos cartagineses fue crucial para derrotar y matar a los hermanos Escipión y destruir la mayor parte de las fuerzas romanas en Iberia en las batallas que siguieron. Los Escipiones separaron sus ejércitos, con Publio Escipión marchando al oeste con 20 000 soldados para atacar a Magón cerca de Cástulo, mientras Cneo Cornelio Escipión dirigió a 35 000 para atacar a Asdrúbal Barca. La fuerza de Asdrúbal Giscón marchó a unirse con Magón Barca, que, con la ayuda de Indíbil y Masinisa, derrotaron y dieron muerte a Publio Escipión, y luego con sus ejércitos combinados se sumaron a Asdrúbal Barca para derrotar y matar a Cneo Escipión en un lapso de 23 días. Sin embargo, la falta de coordinación después de la batalla dio lugar a la fuga de los supervivientes romanos, alrededor de 8000 hombres, al norte del río Ebro. Estos hombres soportaron en dos ocasiones los ataques cartagineses, y más tarde fueron reforzadas por 20 000 hombres de Italia en el 210 a. C.
Escipión el Africano, aprovechando la falta de coordinación entre los generales cartagineses y la ubicación dispersa de sus ejércitos, acabó tomando Cartagena en una audaz expedición en el 209 a. C. Magón y su ejército llegaron tras 3 días marcha desde Cartagena en ese momento. Los cartagineses trasladaron su base a Gadir.
En el 208 a. C., después de la batalla de Baecula, Asdrúbal Barca abandonó Iberia para invadir Italia y llevar refuerzos a su hermano Aníbal, que estaba operando en Lucania. Magón trasladó su ejército a la zona entre los ríos Tajo y Duero en una misión con la contratación de soldados para Hannón el Viejo, un general recién llegado.
Su misión fue un éxito, reclutando grandes masas de celtas y celtíberos, pero dividió el ejército en dos campamentos y relajó su vigilancia. Su ejército fue sorprendido y dispersado por las fuerzas romanas al mando de Marco Junio Silano en el 207 a. C. Tras la muerte del líder celta Laro, Hannón fue capturado, pero Magón logró escapar con unos pocos miles de supervivientes a Gadir, ciudad en la que se unieron a las fuerzas de Asdrúbal Giscón. Los cartagineses dispersos de su ejército se alojaron en varias ciudades y Magón se centró en la contratación de nuevas tropas. Esta estrategia fue frustrada con la estrategia de Escipión de forzar una batalla decisiva de ese mismo año.
Magón disfrutó del mando conjunto del nuevo ejército y capitaneó una incursión contra el ejército romano con su caballería. La previsión de Escipión el Africano, que había mantenido su caballería fuera de los campamentos en una posición oculta, llevó a la derrota de esta incursión.
Después de sufrir la derrota de Ilipa en 206 a. C., Asdrúbal Giscón regresó a África y Magón se retiró a Gadir con los restos de su ejército. Su adjunto, Hannón, fue derrotado por Lucio Marcio Séptimo, y Magón no pudo aprovechar la rebelión de las tribus ibéricas bajo Indíbil ni el motín de los soldados romanos en 205 a. C. Dirigió una intentona en Cartagena, en la creencia de una ligera oportunidad, y sufrió graves pérdidas. Al regresar, se encontró con las puertas de Gadir cerradas, y navegó hacia las islas Baleares tras crucificar a los magistrados de la ciudad por traición. El puerto de Mahón, en las Baleares, todavía lleva su nombre.

## Tercera expedición cartaginesa a Italia
Magón encabezó una campaña de invasión a Italia (esta vez por mar), con 15 000 hombres a principios de verano de 205 a. C. El ejército zarpó de Menorca a Liguria bajo la escolta de 30 quinquerremes. Magón logró capturar Génova, y mantuvo el control del norte de Italia durante casi tres años, en guerra con las tribus de las montañas y reuniendo tropas. Los romanos enviaron a 7 legiones para mantener la vigilancia sobre él y recuperar el norte de Italia, pero no se libró de acción de carácter general. En 204 a. C. Magón fue reforzado con 6000 soldados de infantería y algunos de caballería de Cartago.
Herido en una batalla en Galia Cisalpina, Magón fue llamado a Cartago junto a Aníbal para su defensa, ya que Escipión (el futuro Escipión el Africano) había destruido los ejércitos de Asdrúbal Giscón, y de Hannón, hijo de Bomílcar, y había capturado a Sifax, un aliado de Cartago en África. Magón y su ejército zarparon de Italia en el 202 a. C. bajo la escolta de la flota púnica, y no fue molestado por la armada romana. Sin embargo, murió en el mar antes de llegar a Cartago.
La capacidad de Magón como un comandante de campo se vislumbra en sus acciones en las batallas de Trebia y Cannas, en la que su fracaso podría haber condenado el ejército cartaginés. Fue un líder capaz de caballería, como demuestran sus repetidas emboscadas a los romanos en la península ibérica y en Italia.